# Olympische Sommerspiele 2024/Leichtathletik – 800 m (Frauen)
Der 800-Meter-Lauf der Frauen bei den Olympischen Spielen 2024 in Paris fand zwischen dem 2. August 2024 und dem 5. August 2024 im Stade de France statt.

## Aktuelle Titelträgerinnen
| Olympiasiegerin                        | Athing Mu ( Vereinigte Staaten)    | 1:55,21 min | Tokio 2020     |
| Weltmeisterin                          | Mary Moraa ( Kenia)                | 1:56,03 min | Budapest 2023  |
| Europameisterin                        | Keely Hodgkinson ( Großbritannien) | 1:58,65 min | Rom 2024       |
| Nord-/Zentralamerika-/Karibikmeisterin | Ajeé Wilson ( Vereinigte Staaten)  | 1:58,47 min | Freeport 2022  |
| Südamerikameisterin                    | Flávia de Lima ( Brasilien)        | 2:01,82 min | São Paulo 2023 |
| Asienmeisterin                         | Tharushi Karunarathna ( Sri Lanka) | 2:00,66 min | Bangkok 2023   |
| Afrikameisterin                        | Sarah Moraa ( Kenia)               | 2:00,27 min | Douala 2024    |
| Ozeanienmeisterin                      | Alison Andrews-Paul ( Neuseeland)  | 2:03,94 min | Suva 2024      |

## Rekorde

### Bestehende Rekorde
| Weltrekord         | Jarmila Kratochvílová ( Tschechoslowakei) | 1:53,28 min | München, Deutschland       | 26. Juli 1983 |
| Olympischer Rekord | Nadija Olisarenko ( Sowjetunion)          | 1:53,43 min | Finale Moskau, Sowjetunion | 27. Juli 1980 |

### Rekordverbesserungen
Es wurden während des Wettkampfes fünf neue Nationalrekorde aufgestellt.
- Nationalrekorde:
  - 2:12,21 min – Layla al-Masri (Palästina), Vorlauf 1 am 2. August 2024
  - 1:58,23 min – Shafiqua Maloney (St. Vincent und die Grenadinen), Vorlauf 5 am 2. August 2024
  - 2:03,91 min – Sanu Jallow (Gambia), Vorlauf 5 am 2. August 2024
  - 1:57,59 min – Shafiqua Maloney (St. Vincent und die Grenadinen), Halbfinallauf 2 am 4. August 2024
  - 1:58,22 min – Gabriela Gajanová (Slowakei), Halbfinallauf 2 am 4. August 2024

## Vorläufe
2. August 2024, 19:45 Uhr
Für das Halbfinale qualifizierten sich die ersten drei Athletinnen aller sechs Vorläufe. Alle restlichen Athletinnen mit gültigen Leistungen (nicht DSQ, DNF oder DNS) qualifizierten sich für die Hoffnungsrunde.

### Vorlauf 1
| Rang | Athletin            | Nation             | Zeit (min) | Anmerkung |
| ---- | ------------------- | ------------------ | ---------- | --------- |
| 1    | Jemma Reekie        | Großbritannien     | 2:00,00    | Q         |
| 2    | Gabriela Gajanová   | Slowakei           | 2:00,29    | Q         |
| 3    | Juliette Whittaker  | Vereinigte Staaten | 2:00,442   | Q         |
| 4    | Valentina Rosamilia | Schweiz            | 2:00,445   | Re        |
| 5    | Jazz Shukla         | Kanada             | 2:00,80    | Re        |
| 6    | Léna Kandissounon   | Frankreich         | 2:00,97    | Re        |
| 7    | Habitam Alemu       | Äthiopien          | 2:02,19    | Re        |
| 8    | Amal al-Roumi       | Kuwait             | 2:11,35    | Re        |
| 9    | Layla al-Masri      | Palästina          | 2:12,21    | Re, NR    |

### Vorlauf 2
| Rang | Athletin           | Nation    | Zeit (min) | Anmerkung |
| ---- | ------------------ | --------- | ---------- | --------- |
| 1    | Daily Cooper       | Kuba      | 1:58,88    | Q         |
| 2    | Prudence Sekgodiso | Südafrika | 1:59,84    | Q         |
| 3    | Rachel Pellaud     | Schweiz   | 2:00,07    | Q         |
| 4    | Halimah Nakaayi    | Uganda    | 2:00,51    | Re        |
| 5    | Nelly Jepkosgei    | Bahrain   | 2:00,63    | Re        |
| 6    | Flávia de Lima     | Brasilien | 2:00,73    | Re, SB    |
| 7    | Lorena Martín      | Spanien   | 2:02,52    | Re        |
| 8    | Anna Wielgosz      | Polen     | 2:02,54    | Re        |

### Vorlauf 3
| Rang | Athletin                | Nation         | Zeit (min) | Anmerkung   |
| ---- | ----------------------- | -------------- | ---------- | ----------- |
| 1    | Worknesh Mesele         | Äthiopien      | 1:58,07    | Q, PB       |
| 2    | Rénelle Lamote          | Frankreich     | 1:58,59    | Q           |
| 3    | Phoebe Gill             | Großbritannien | 1:58,83    | Q           |
| 4    | Eloisa Coiro            | Italien        | 1:59,19    | Re, PB      |
| 5    | Vivian Chebet Kiprotich | Kenia          | 1:59,90    | Re          |
| 6    | Rose Mary Almanza       | Kuba           | 2:00,36    | Re          |
| 7    | Anita Horvat            | Slowenien      | 2:00,91    | Re          |
|      | Assia Raziki            | Marokko        | DSQ        | TR17.1.2[J] |

### Vorlauf 4
| Rang | Athletin             | Nation               | Zeit (min) | Anmerkung |
| ---- | -------------------- | -------------------- | ---------- | --------- |
| 1    | Keely Hodgkinson     | Großbritannien       | 1:59,31    | Q         |
| 2    | Nia Akins            | Vereinigte Staaten   | 1:59,67    | Q         |
| 3    | Noélie Yarigo        | Benin                | 1:59,68    | Q         |
| 4    | Eveliina Määttänen   | Finnland             | 2:00,02    | Re        |
| 5    | Majtie Kolberg       | Deutschland          | 2:00,55    | Re        |
| 6    | Oratile Nowe         | Botswana             | 2:01,00    | Re        |
| 7    | Catriona Bisset      | Australien           | 2:01,60    | Re        |
| 8    | Adelle Tracey        | Jamaika              | 2:03,47    | Re, SB    |
| 9    | Perina Lokure Nakang | Refugee Olympic Team | 2:08,20    | Re, PB    |

### Vorlauf 5
| Rang | Athletin         | Nation                         | Zeit (min) | Anmerkung |
| ---- | ---------------- | ------------------------------ | ---------- | --------- |
| 1    | Tsige Duguma     | Äthiopien                      | 1:57,90    | Q         |
| 2    | Mary Moraa       | Kenia                          | 1:57,95    | Q         |
| 3    | Shafiqua Maloney | St. Vincent und die Grenadinen | 1:58,23    | Q, NR     |
| 4    | Anaïs Bourgoin   | Frankreich                     | 1:58,47    | Re, PB    |
| 5    | Abbey Caldwell   | Australien                     | 1:58,49    | Re, SB    |
| 6    | Lorea Ibarzabal  | Spanien                        | 2:00,71    | Re        |
| 7    | Sanu Jallow      | Gambia                         | 2:03,91    | Re, NR    |
| 8    | Gresa Bakraçi    | Kosovo                         | 2:13,29    | Re        |

### Vorlauf 6
| Rang | Athletin              | Nation             | Zeit (min) | Anmerkung |
| ---- | --------------------- | ------------------ | ---------- | --------- |
| 1    | Natoya Goule-Toppin   | Jamaika            | 1:58,66    | Q         |
| 2    | Claudia Hollingsworth | Australien         | 1:58,77    | Q         |
| 3    | Lilian Odira          | Kenia              | 1:58,83    | Q, PB     |
| 4    | Gabija Galvydytė      | Litauen            | 1:59,18    | Re, PB    |
| 5    | Audrey Werro          | Schweiz            | 1:59,38    | Re        |
| 6    | Allie Wilson          | Vereinigte Staaten | 1:59,69    | Re        |
| 7    | Elena Bellò           | Italien            | 1:59,98    | Re        |
| 8    | Tharushi Karunarathna | Sri Lanka          | 2:07,76    | Re        |

## Hoffnungsrunde
3. August 2024, 11:20 Uhr
Für das Halbfinale qualifizierten sich die erstplatzierten Athletinnen aller vier Hoffnungsläufe sowie die Athletinnen mit den zwei schnellsten restlichen Zeiten.

### Hoffnungslauf 1
| Rang | Athletin         | Nation     | Zeit (min) | Anmerkung |
| ---- | ---------------- | ---------- | ---------- | --------- |
| 1    | Abbey Caldwell   | Australien | 2:00,07    | Q         |
| 2    | Eloisa Coiro     | Italien    | 2:00,31    |           |
| 3    | Audrey Werro     | Schweiz    | 2:00,62    |           |
| 4    | Gabija Galvydytė | Litauen    | 2:00,66    |           |
| 5    | Flávia de Lima   | Brasilien  | 2:01,64    |           |
| 6    | Halimah Nakaayi  | Uganda     | 2:02,88    |           |
| 7    | Lorena Martín    | Spanien    | 2:03,04    |           |

### Hoffnungslauf 2
| Rang | Athletin            | Nation             | Zeit (min) | Anmerkung |
| ---- | ------------------- | ------------------ | ---------- | --------- |
| 1    | Anaïs Bourgoin      | Frankreich         | 1:59,52    | Q         |
| 2    | Valentina Rosamilia | Schweiz            | 1:59,65    | q         |
| 3    | Allie Wilson        | Vereinigte Staaten | 1:59,73    |           |
| 4    | Anita Horvat        | Slowenien          | 2:00,56    |           |
| 5    | Adelle Tracey       | Jamaika            | 2:03,67    |           |
| 6    | Sanu Jallow         | Gambia             | 2:04,44    |           |
| 7    | Anna Wielgosz       | Polen              | 2:05,77    |           |
| 8    | Layla al-Masri      | Palästina          | 2:16,72    |           |

### Hoffnungslauf 3
| Rang | Athletin             | Nation               | Zeit (min) | Anmerkung |
| ---- | -------------------- | -------------------- | ---------- | --------- |
| 1    | Rose Mary Almanza    | Kuba                 | 2:01,54    | Q         |
| 2    | Jazz Shukla          | Kanada               | 2:02,00    |           |
| 3    | Catriona Bisset      | Australien           | 2:02,35    |           |
| 4    | Elena Bellò          | Italien              | 2:02,91    |           |
| 5    | Oratile Nowe         | Botswana             | 2:03,29    |           |
| 6    | Léna Kandissounon    | Frankreich           | 2:03,40    |           |
| 7    | Perina Lokure Nakang | Refugee Olympic Team | 2:11,33    |           |
|      | Gresa Bakraçi        | Kosovo               | DSQ        | TR17.2.3  |

### Hoffnungslauf 4
| Rang | Athletin                | Nation      | Zeit (min) | Anmerkung |
| ---- | ----------------------- | ----------- | ---------- | --------- |
| 1    | Majtie Kolberg          | Deutschland | 1:59,08    | Q         |
| 2    | Vivian Chebet Kiprotich | Kenia       | 1:59,31    | q         |
| 3    | Lorea Ibarzabal         | Spanien     | 1:59,81    |           |
| 4    | Eveliina Määttänen      | Finnland    | 2:00,38    |           |
| 5    | Nelly Jepkosgei         | Bahrain     | 2:01,12    |           |
| 6    | Habitam Alemu           | Äthiopien   | 2:02,73    |           |
| 7    | Tharushi Karunarathna   | Sri Lanka   | 2:06,66    |           |
| 8    | Amal al-Roumi           | Kuwait      | 2:12,13    |           |

## Halbfinale
4. August 2024, 20:35 Uhr
Für das Finale qualifizierten sich die ersten zwei Athletinnen der drei Läufe sowie die Athletinnen mit den zwei schnellsten restlichen Zeiten.

### Lauf 1
| Rang | Athletin            | Nation         | Zeit (min) | Anmerkung |
| ---- | ------------------- | -------------- | ---------- | --------- |
| 1    | Mary Moraa          | Kenia          | 1:57,86    | Q         |
| 2    | Worknesh Mesele     | Äthiopien      | 1:58,06    | Q, PB     |
| 3    | Daily Cooper        | Kuba           | 1:58,39    | PB        |
| 4    | Phoebe Gill         | Großbritannien | 1:58,47    |           |
| 5    | Abbey Caldwell      | Australien     | 1:58,52    |           |
| 6    | Natoya Goule-Toppin | Jamaika        | 1:59,14    |           |
| 7    | Valentina Rosamilia | Schweiz        | 1:59,27    |           |
| 8    | Noélie Yarigo       | Benin          | 2:01,35    |           |

### Lauf 2
| Rang | Athletin                | Nation                         | Zeit (min) | Anmerkung |
| ---- | ----------------------- | ------------------------------ | ---------- | --------- |
| 1    | Tsige Duguma            | Äthiopien                      | 1:57,47    | Q, PB     |
| 2    | Shafiqua Maloney        | St. Vincent und die Grenadinen | 1:57,59    | Q, NR     |
| 3    | Juliette Whittaker      | Vereinigte Staaten             | 1:57,76    | q, PB     |
| 4    | Rénelle Lamote          | Frankreich                     | 1:57,78    | q         |
| 5    | Jemma Reekie            | Großbritannien                 | 1:58,01    |           |
| 6    | Gabriela Gajanová       | Slowakei                       | 1:58,22    | NR        |
| 7    | Majtie Kolberg          | Deutschland                    | 1:58,52    | PB        |
| 8    | Vivian Chebet Kiprotich | Kenia                          | 1:59,64    |           |

### Lauf 3
| Rang | Athletin              | Nation             | Zeit (min) | Anmerkung |
| ---- | --------------------- | ------------------ | ---------- | --------- |
| 1    | Keely Hodgkinson      | Großbritannien     | 1:56,86    | Q         |
| 2    | Prudence Sekgodiso    | Südafrika          | 1:57,57    | Q         |
| 3    | Nia Akins             | Vereinigte Staaten | 1:58,20    |           |
| 4    | Lilian Odira          | Kenia              | 1:58,53    | PB        |
| 5    | Rose Mary Almanza     | Kuba               | 1:58,73    | SB        |
| 6    | Anaïs Bourgoin        | Frankreich         | 1:59,62    |           |
| 7    | Claudia Hollingsworth | Australien         | 2:01,51    |           |
| 8    | Rachel Pellaud        | Schweiz            | 2:03,36    |           |

## Finale
5. August 2024, 21:47 Uhr
| Rang | Athletin           | Nation                         | Zeit (min) | Anmerkung |
| ---- | ------------------ | ------------------------------ | ---------- | --------- |
| 1    | Keely Hodgkinson   | Großbritannien                 | 1:56,72    |           |
| 2    | Tsige Duguma       | Äthiopien                      | 1:57,15    | PB        |
| 3    | Mary Moraa         | Kenia                          | 1:57,42    |           |
| 4    | Shafiqua Maloney   | St. Vincent und die Grenadinen | 1:57,66    |           |
| 5    | Rénelle Lamote     | Frankreich                     | 1:58,19    |           |
| 6    | Worknesh Mesele    | Äthiopien                      | 1:58,28    |           |
| 7    | Juliette Whittaker | Vereinigte Staaten             | 1:58,50    |           |
| 8    | Prudence Sekgodiso | Südafrika                      | 1:58,79    |           |